# Drosophila tricombata
Drosophila tricombata este o specie de muște din genul Drosophila, familia Drosophilidae, descrisă de Singh și Gupta în anul 1977. Conform Catalogue of Life specia Drosophila tricombata nu are subspecii cunoscute.